# Sakesphorus pulchellus
El batará bonito (Sakesphorus pulchellus), es una especie (o la subespecie S. canadensis pulchellus, dependiendo de la clasificación adoptada) de ave paseriforme de la familia Thamnophilidae perteneciente al género Sakesphorus. Es nativa del norte de Sudamérica.

## Distribución y hábitat
Se distribuye en el norte de Colombia (pendiente del Caribe desde Guajira hacia el sur hasta el norte del Chocó, valle del bajo Río Magdalena hacia el sur hasta el sur de Santander) y extremo noroeste de Venezuela (Zulia, oeste y centro de Falcón, Lara).
Habita en el sotobosque y  en el estrato medio de bosques caducifolios, bosques en galería, manglares y matorrales secos de sabana, hasta los 900 m de altitud.

## Sistemática

### Descripción original
La especie S. pulchellus fue descrita por primera vez por los ornitólogos alemanes Jean Cabanis y Ferdinand Heine, Sr. en 1860 bajo el nombre científico Hypolophus pulchellus; localidad tipo «Cartagena, Colombia».

### Etimología
El nombre genérico masculino «Sakesphorus» proviene del griego «sakeos»: escudo y «phoros»: que tiene, que sostiene; significando «que sostiene un escudo»; y el nombre de la especie «pulchellus», proviene del latín diminutivo de «pulcher, pulchra»: hermoso.

### Taxonomía
A pesar de sugerido anteriormente que la presente podría tratarse de una especie separada, es tratada hasta ahora como una  subespecie de Sakesphorus canadensis; sin embargo algunas clasificaciones, como Aves del Mundo (HBW) y Birdlife International, la consideran como especie plena, con base en diferencias morfológicas y de vocalización, pero esto todavía no es reconocido por otras clasificaciones.
Las diferencias morfológicas apuntadas por HBW para la separación son: en el macho, el escudo negro puntillado de blanco (frente con estrías blancas, moteado de blanco en la garganta, lados de la cabeza y lista superciliar); partes inferiores color canela pálido y no pardo-canela apagado (o más oscuro); más blanco en la cola, con puntas blancas más anchas y paletas externas de las rectrices más externas todas blancas (sólo pequeñas puntas blancas en otros taxones); y más blanco en las partes inferiores. El canto es muy distinguido, con ritmo más lento y frecuencia menor al comienzo, frecuencia máxima más baja, y últimas notas descendientes (y no aumentando el timbre), con menos aceleración.
Las subespecies propuestas phainoleucus (Riohacha, en el norte de Colombia) y paraguanae (península de Paraguaná, en el noroeste de Venezuela) parecen cruzarse, y quedan mejor agrupadas en la presente. Es monotípica.